# Lycaena infraradiata
Lycaena infraradiata är en fjärilsart som beskrevs av Tutt 1906. Lycaena infraradiata ingår i släktet Lycaena och familjen juvelvingar. Inga underarter finns listade i Catalogue of Life.